# Euphorbia tubiglans
Euphorbia tubiglans là một loài thực vật có hoa trong họ Đại kích. Loài này được Marloth ex R.A.Dyer mô tả khoa học đầu tiên năm 1934.

## Hình ảnh

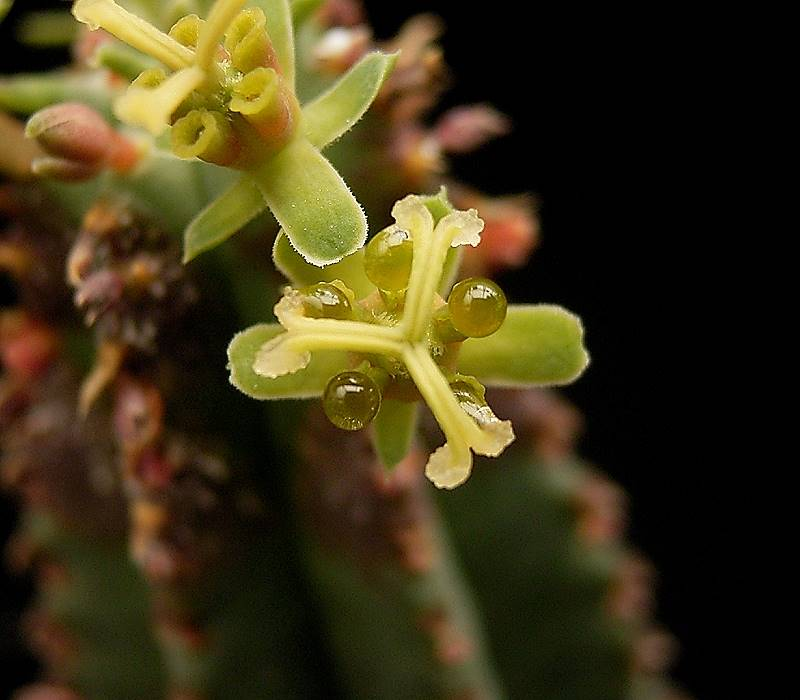